# Planetella kneuckeri
Planetella kneuckeri är en tvåvingeart som först beskrevs av Jean-Jacques Kieffer 1909.  Planetella kneuckeri ingår i släktet Planetella och familjen gallmyggor.
Artens utbredningsområde är Frankrike. Inga underarter finns listade i Catalogue of Life.